# ريبولار (سوريا)
ريبولار هي بلدية تقع في مقاطعة سوريا، في منطقة قشتالة وليون، في إسبانيا. يبلغ عدد سكانها 39 نسمة وذلك حسب إحصاء السكان سنة 2017.